# Hăsnășenii Noi, Drochia
Hăsnășenii Noi este satul de reședință al comunei cu același nume  din raionul Drochia, Republica Moldova.

## Demografie

### Structura etnică
Structura etnică a satului conform recensământului populației din 2004:
| Grup etnic         | Populație | % Procentaj |
| ------------------ | --------- | ----------- |
| Moldoveni / Români | 839       | 70,27%      |
| Ucraineni          | 300       | 25,13%      |
| Ruși               | 48        | 4,02%       |
| Polonezi           | 1         | 0,08%       |
| Alții              | 6         | 0,5%        |
| Total              | 1.194     | 100%        |

## Personalități

### Născuți în Hăsnășenii Noi
- Nicolae Gluhovschi (1905–1985), om de știință, medic veterinar și profesor